# Aaron Yates
Aaron Yates (Columbus, 13 dicembre 1973) è un pilota motociclistico statunitense.

## Carriera
Dal 2002 al 2013 partecipa in pianta stabile al campionato AMA Superbike vincendo in totale 4 gran premi. Nel 1997 fa il suo esordio nel Campionato mondiale Superbike. Partecipa infatti, in qualità di pilota wildcard, al Gran Premio di Laguna Seca. Con l'undicesimo posto conseguito in gara due conquista i primi punti iridati. Nel 1998 partecipa nuovamente al solo GP degli Stati Uniti. Con una GSX-R750 del team Yoshimura Racing ottiene altri quattro punti. Bisogna attendere fino al 2002 per rivederlo nel mondiale: gareggia nuovamente a Laguna Seca con Yoshimura e ottiene un settimo ed un ottavo posto nelle due prove disputate; i punti così raccolti gli consentono di classificarsi ventiquattresimo. La stagione successiva lo vede nuovamente al via del Gran Premio Statunitense del mondiale dove, col sesto posto conquistato in gara uno, ottiene il suo miglior piazzamento. Risale al 2012 la sua unica apparizione nel motomondiale, partecipa come wildcard al Gran Premio di Indianapolis in MotoGP. In sella ad una BCL GP212 (motocicletta in configurazione CRT) chiude la gara a ridosso della zona punti. Nel 2014 partecipa come pilota titolare al campionato mondiale Superbike con il team Hero EBR, in sella ad una EBR 1190 RX. Prende parte a 21 delle 24 gare in programma arrivando a sfiorare la zona punti in alcune occasioni.

## Risultati in gara

### Campionato mondiale Superbike
| 1997 | Moto   |  |  |  |  |  |  |  |  |  |  |     |    |  |  |  |  |  |  |  |  |  |  |  |  |  |  |  |  | Punti | Pos. |
| ---- | ------ |  |  |  |  |  |  |  |  |  |  | --- | -- |  |  |  |  |  |  |  |  |  |  |  |  |  |  |  |  | ----- | ---- |
| 1997 | Suzuki |  |  |  |  |  |  |  |  |  |  | Rit | 11 |  |  |  |  |  |  |  |  |  |  |  |  |  |  |  |  | 5     | 44º  |

| 1998 | Moto   |  |  |  |  |  |  |  |  |  |  |  |  |  |  |    |     |  |  |  |  |  |  |  |  |  |  |  |  | Punti | Pos. |
| ---- | ------ |  |  |  |  |  |  |  |  |  |  |  |  |  |  | -- | --- |  |  |  |  |  |  |  |  |  |  |  |  | ----- | ---- |
| 1998 | Suzuki |  |  |  |  |  |  |  |  |  |  |  |  |  |  | 12 | Rit |  |  |  |  |  |  |  |  |  |  |  |  | 2     | 48º  |

| 2002 | Moto   |  |  |  |  |  |  |  |  |  |  |  |  |  |  |  |  |   |   |  |  |  |  |  |  |  |  |  |  | Punti | Pos. |
| ---- | ------ |  |  |  |  |  |  |  |  |  |  |  |  |  |  |  |  | - | - |  |  |  |  |  |  |  |  |  |  | ----- | ---- |
| 2002 | Suzuki |  |  |  |  |  |  |  |  |  |  |  |  |  |  |  |  | 7 | 8 |  |  |  |  |  |  |  |  |  |  | 17    | 24º  |

| 2003 | Moto   |  |  |  |  |  |  |  |  |  |  |  |  |  |  |   |     |  |  |  |  |  |  |  |  |  |  |  |  | Punti | Pos. |
| ---- | ------ |  |  |  |  |  |  |  |  |  |  |  |  |  |  | - | --- |  |  |  |  |  |  |  |  |  |  |  |  | ----- | ---- |
| 2003 | Suzuki |  |  |  |  |  |  |  |  |  |  |  |  |  |  | 6 | Rit |  |  |  |  |  |  |  |  |  |  |  |  | 10    | 30º  |

| 2014 | Moto |    |    |    |    |     |    |     |     |    |     |    |    |     |    |    |     |     |    |     |    |     |     |     |     |  |  |  |  | Punti | Pos. |
| ---- | ---- | -- | -- | -- | -- | --- | -- | --- | --- | -- | --- | -- | -- | --- | -- | -- | --- | --- | -- | --- | -- | --- | --- | --- | --- |  |  |  |  | ----- | ---- |
| 2014 | EBR  | 17 | 20 | 17 | 19 | Rit | NP | Rit | Rit | 17 | Rit | 16 | 20 | Rit | NP | 16 | Rit | Rit | NP | Rit | 16 | Rit | Rit | Rit | Rit |  |  |  |  | 0     |      |

| Legenda | 1º posto        | 2º posto            | 3º posto           | A punti      | Senza punti        | Grassetto – Pole position Corsivo – Giro più veloce |
| Legenda | Gara non valida | Non qual./Non part. | Ritirato/Non class | Squalificato | '-' Dato non disp. | Grassetto – Pole position Corsivo – Giro più veloce |

### Motomondiale
| 2012 | Classe | Moto |  |  |  |  |  |  |  |  |  |  |    |  |  |  |  |  |  |  | Punti | Pos. |
| ---- | ------ | ---- |  |  |  |  |  |  |  |  |  |  | -- |  |  |  |  |  |  |  | ----- | ---- |
| 2012 | MotoGP | BCL  |  |  |  |  |  |  |  |  |  |  | 16 |  |  |  |  |  |  |  | 0     |      |

| Legenda | 1º posto        | 2º posto            | 3º posto            | A punti      | Senza punti        | Grassetto – Pole position Corsivo – Giro più veloce |
| Legenda | Gara non valida | Non qual./Non part. | Ritirato/Non class. | Squalificato | '-' Dato non disp. | Grassetto – Pole position Corsivo – Giro più veloce |